# Consolidated B-24 Liberator
Consolidated B-24 Liberator, var et fire-motors tungt amerikansk bombefly udviklet og produceret af Consolidated Aircraft Company, San Diego, Californien, USA.
Flyet blev introduceret i 1940 og var aktivt under anden verdenskrig.
Et fly af typen B-24 blev d. 20. april, 1945 skudt ned over Rold Skov, nær ved Torstedlund. En mindesten blev senere rejst på nedstyrtningsstedet.
Der blev bygget 18.482 stk.
Den 3. maj 1943 styrtede et B-24-bombefly ned på bjergsiden af Fagradalsfjall, og 15 ombord blev dræbt.

## Ekstern henvisning
- Consolidated B-24A page